# Römerbrücke (Gerbrunn)

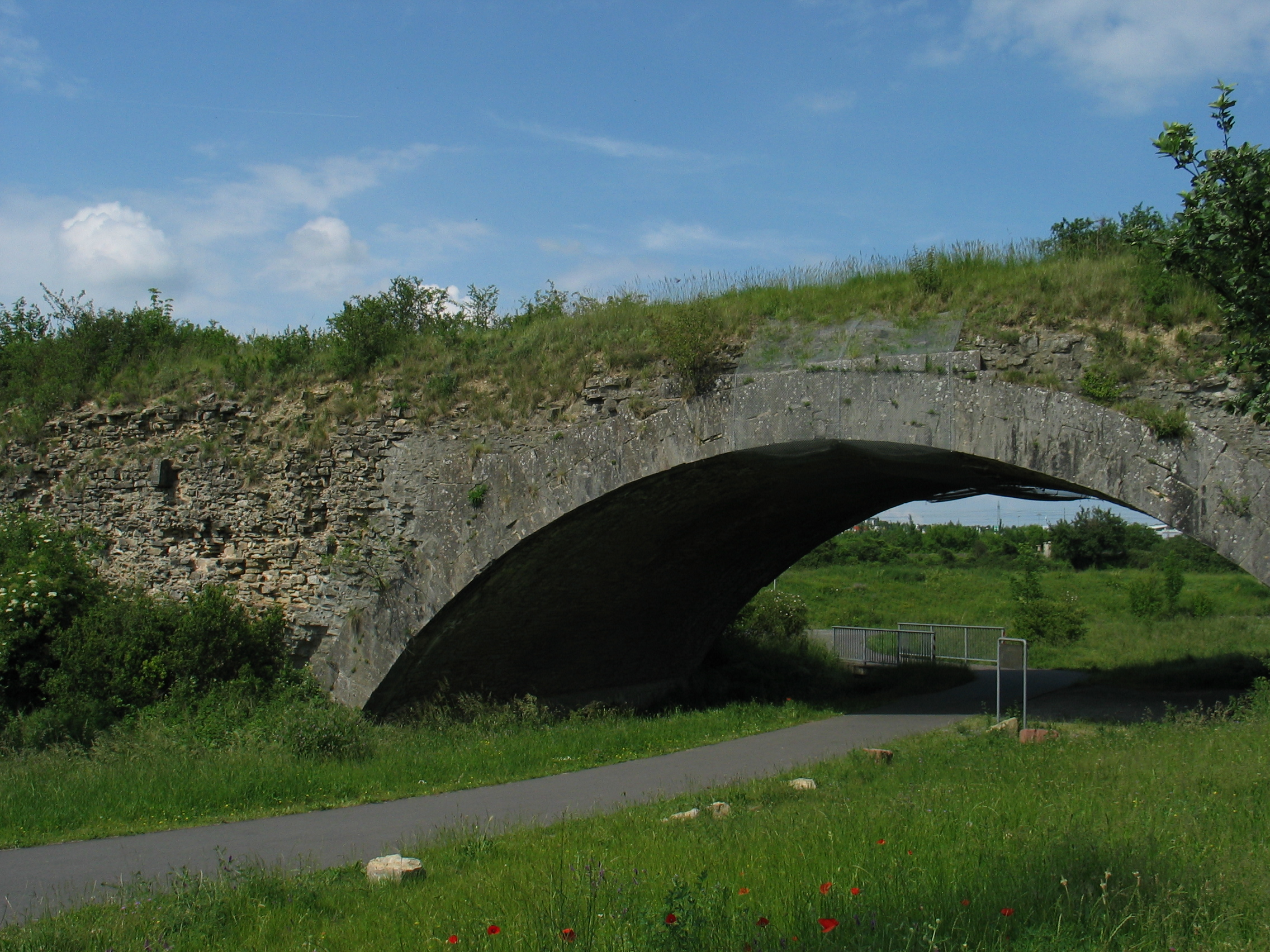
Die Römerbrücke bei Gerbrunn

Die Römerbrücke bei Gerbrunn ist eine einfeldrige Bruchsteinbogenbrücke, die den Bach Haslach überspannt. Das Bauwerk steht einige Kilometer östlich von Würzburg im Nordosten der Gemeinde Gerbrunn und hat eine lichte Weite von etwa 19 Metern, während die Breite etwa 4 bis 5 Meter beträgt. 
Die Brücke wurde zur Entschärfung der steilen Roßsteige gebaut, doch nach der Errichtung im Jahre 1769 wurde sie nur kurze Zeit genutzt und drei Jahre später wegen deutlicher Absenkungen gesperrt. Im Laufe der Jahre verfiel sie zunehmend, was ein Grund für die Namensgebung sein könnte. Inzwischen ist das Bauwerk samt dem 220 m langen Chausséedamm in die Denkmalliste aufgenommen und saniert worden.

## Lage
Die Brücke befindet sich etwa 1,2 km nordöstlich vom Gerbrunner Zentrum. Sie liegt parallel zu einer zweiten Brücke, die Teil der „alten Landstrasse“ ist. Früher befand sich an der dortigen Stelle der Wöllrieder See, weshalb das Gelände lange Zeit recht sumpfig war, heute ist dies jedoch nur noch eingeschränkt bemerkbar.

## Geschichte
Adam Friedrich von Seinsheim, Fürstbischof von Würzburg, war in der Mitte des 18. Jahrhunderts bemüht, Handel und Industrie seines Bistums zu fördern. Dazu wurden zahlreiche Straßen ausgebaut oder neu angelegt. Eine der wichtigsten Handelsstraßen stellte dabei die alte Handelsroute dar, die von Wien über Nürnberg und Würzburg nach Frankfurt am Main verlief. Sie führte nördlich an Gerbrunn vorbei, zog sich durch das sumpfige Haslachtal und verlief dann steil über die Roßsteige in Richtung Biebelried. Der letzte, extrem ansteigende Teil war gerade für Händler mit Karren schwer zu bewältigen, weshalb der Fürstbischof eine Abhilfe in Auftrag gab. 

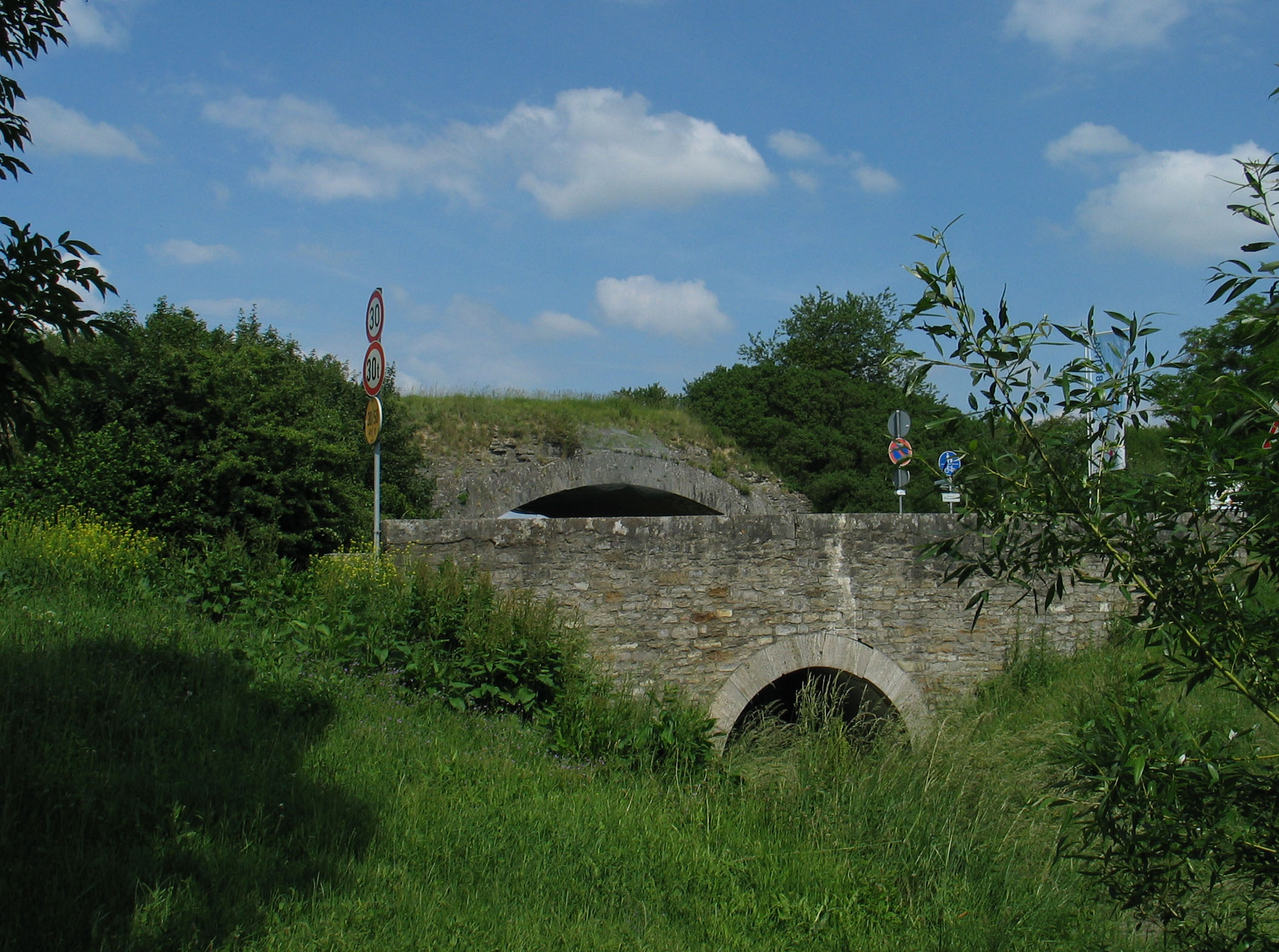
Vorne die Brücke der „Alten Landstraße“ – Die Römerbrücke ist im Hintergrund

Quer über das Haslachtal wurde ein mit Bruchsteinen befestigter und bis zu acht Meter hoher Chaussee-Damm aufgeschüttet, auf dem danach die neue Straße als West-Ost-Verbindung gebaut wurde. Die Haslach wurde anschließend durch zwei Brückenbauwerke, von denen das größere die heutige Römerbrücke darstellt, überbaut. Der Bau wurde 1769 abgeschlossen.
Bereits drei Jahre später musste die Brücke allerdings wieder gesperrt werden, da sich deutliche Risse zeigten. Sie waren durch das Absinken der Fundamente im Sumpf entstanden. So wurde die Handelsstraße neu verlegt und führte nun im Tal nach Rottendorf-Biebelried. Nicht zuletzt der Bau der Ludwigs-West-Bahn 1854 führte dazu, dass eine Sanierung der Brücke für Transport- und Verkehrszwecke überflüssig wurde. Die Zeit der Postkutschen war vorbei und die Straßen – damit gleichbedeutend jede Art von Brücken – wurden erst wieder zunehmend zu einem entscheidenden Faktor, als die Motorisierung einsetzte. Die ungenutzte Brücke verfiel in den folgenden Jahrzehnten und war schließlich auch für Fußgänger unpassierbar.
Erst im 20. Jahrhundert wurde die Brücke wieder für Passanten sicher überquerbar gemacht. Sie gilt heute als das größte Gerbrunner Wahrzeichen.

## Sanierung und Abstoßungsversuche
Die Römerbrücke war stets ein ungeliebtes Kind der Gemeinde, das mehrmals abgerissen oder abgestoßen werden sollte. 

„Die Gemeindeverwaltung Gerbrunn erkennt das Eigentum der beiden Brücken auf Pl. Nr. 1479 nur dann an, wenn der Nachweis mittels amtlicher Urkunde erlangt werden kann, seit wann und auf welche Art und Weise die Brücken, die doch früher sicher vom Staate errichtet wurden und Staatseigentum waren, in den Besitz der Gemeinde Gerbrunn gekommen sind. Der Vertrag im Grundsteuerkataster sowie die im kgl. Straßen- und Flussbauamt bezeichneten Akten aus den Jahren 1859 und 1862 werden nicht als Beweis hierfür anerkannt. Da die Übernahme der Brücken nur eine Last für die ohnehin arme Gemeinde Gerbrunn bilden würde, so ist die Gemeindeverwaltung verpflichtet, äußerst vorsichtig in dieser Angelegenheit vorzugehen. Es kann darum die Gemeindeverwaltung weder eine Reparatur noch eine Absperrung der Brücke vornehmen lassen.“

Der schlechte Bauzustand veranlasste die Aufsichtsbehörde, die Wege unter der Brücke und über sie zu sperren, am 5. Oktober 1960 wurde auch das Betreten durch Fußgänger untersagt. Einen Abriss verbot die Aufnahme der Bauwerke in die Denkmalliste, sodass die Gemeinde ihrer Pflicht nachzukommen hatte und 1978 die Aufgabe erhielt, eine Sanierung vorzunehmen. Heute wachsen Pflanzen auf der Brücke. 

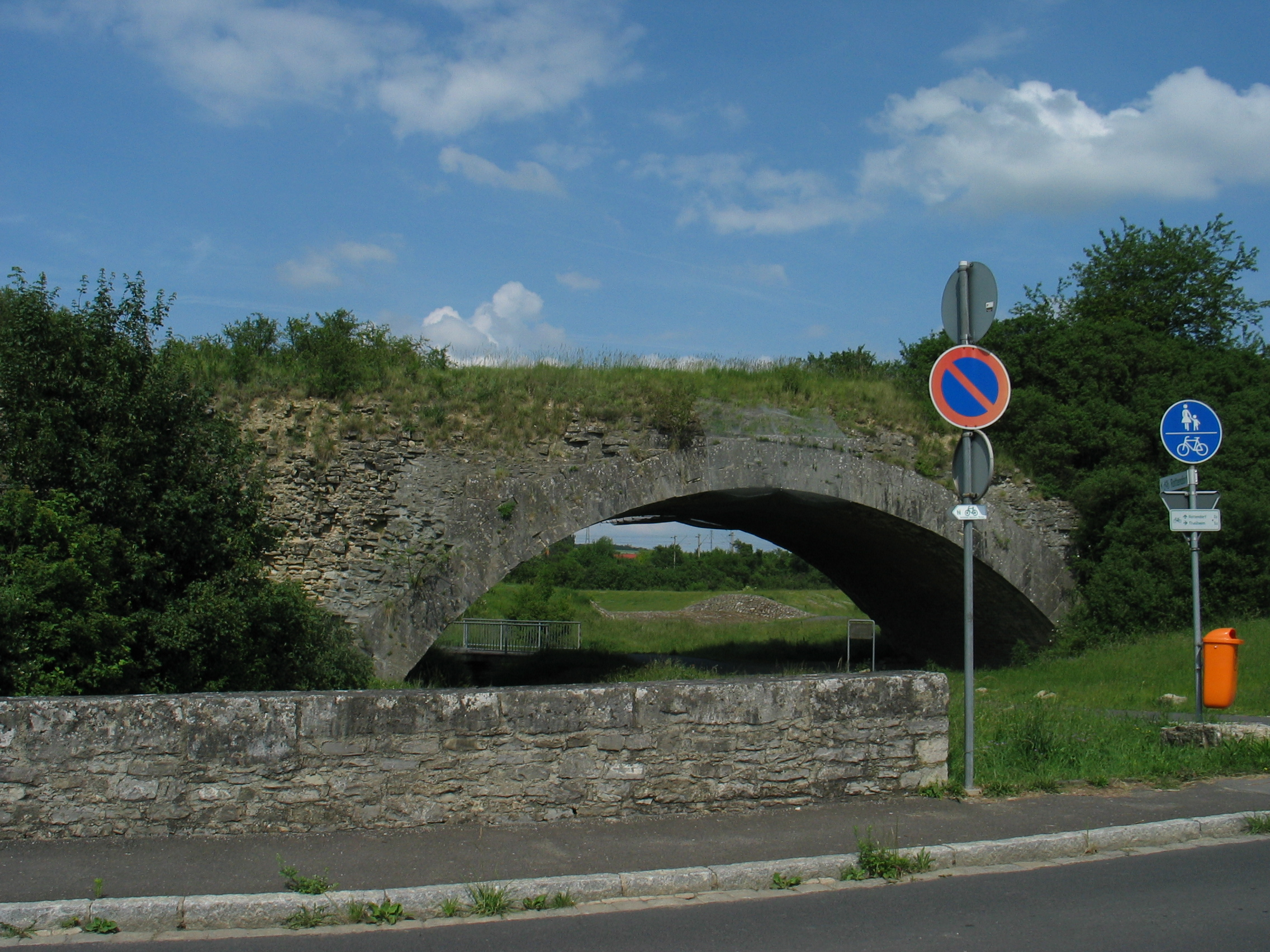
Die Römerbrücke

## Theorien zur Namensgebung
Woher der Name der Römerbrücke kommt, ist heute nicht mehr sicher nachzuweisen, es existieren jedoch zwei Theorien. Die erste davon besagt, der Name komme von dem früheren ruinösen Zustand. Nach der zweiten These dagegen ist der Weg zum „Römer“ in Frankfurt Namensgeber.